# R. J. Simpson
Rocky Simpson, dit R. J. Simpson, né le 27 septembre 1980 à Hay River, est un avocat et homme politique canadien, premier ministre des Territoires du Nord-Ouest depuis le 8 décembre 2023.
Il est député à l'Assemblée législative des Territoires du Nord-Ouest dans la circonscription de Hay River North depuis les élections de novembre 2015.

## Biographie
Né le 27 septembre 1980 à Hay River, R. J. Simpson obtient un baccalauréat ès arts à l'Université MacEwan (en) et un diplôme en droit à l’Université de l’Alberta. Il travaille ensuite comme avocat. 
Il est le fils de Rocky Simpson, député à l'Assemblée législative des Territoires du Nord-Ouest de 2019 à 2023 dans la circonscription de Hay River South.

### Carrière politique
Simpson est élu député à l'Assemblée législative des Territoires du Nord-Ouest dans la circonscription de Hay River North lors des élections de novembre 2015.
Il est réélu député par acclamation lors des élections d'octobre 2019 puis affirme avant son élection qu'il posera sa candidature au poste de premier ministre du territoire lorsque les députés choisiront leur nouveau premier ministre et les membres du conseil des ministres. Dans le cadre du fonctionnement d'un gouvernement de consensus, Simpson est élu par ses pairs comme membre du conseil des ministres. La première ministre Caroline Cochrane lui attribue ensuite les responsabilités de ministre de l'Éducation, de la Culture et de la Formation, ministre responsable de la Régie des services publics et chef du gouvernement. Dans le cadre d'un remaniement ministériel, il occupe à partir de septembre 2020 la fonction de ministre de la Justice,.